# سي اس جي الدولية
سي اس جي هي شركة متعددة الجنسيات يقع مقرها الرئيسي في قرية جرينوود، كولورادو. وهي توفر برامج وخدمات أنظمة دعم الأعمال (BSS)، في المقام الأول لصناعة الاتصالات.
تأسست شركة سي اس جي على يد نيل هانسن كقسم من شركة البيانات الأولى في عام 1982. وأصبحت شركة مستقلة عندما استحوذت عليها شركة سي اس جي القابضه في عام 1994 مقابل 137 مليون دولار. عقد مع شركة الاتصالات السلكية واللاسلكية. أكبر شركة لتلفزيون الكابل في ذلك الوقت، كان لها تأثير في نمو الشركة من 80 مليون دولار في الإيرادات في عام 1994 إلى 171 مليون دولار بحلول عام 1997. طرحت سي اس جي للاكتتاب العام في عام 1996. أدى النزاع مع شركة شركة الاتصالات السلكية واللاسلكية حول التسعير إلى تسوية تحكيم بقيمة 120 مليون دولار في عام 2002 مع كومكاست، التي استحوذت على أعمال شركة شركة الاتصالات السلكية واللاسلكية. واصل الاثنان العمل معًا ووسعا علاقتهما في عام 2014. قامت شركة سي اس جي بأكثر من عشر عمليات استحواذ في العقد الأول من القرن الحادي والعشرين، معظمها لشركات باعت برامج الفوترة وخدمة العملاء والعمليات.

## تاريخ الشركة

### التاريخ المبكر
تأسست سي اس جي في عام 1982 على يد نيل هانسن تحت اسم مجموعة خدمات الكابلات (سي اس جي) كقسم من شركة معالجة الدفع شركة البيانات الأولى. في ذلك الوقت، كانت شركة البيانات الأولى تديرها شركة أمريكان إكسبريس، التي استحوذت على حصة مسيطرة في الشركة في عام 1980. أصبحت سي اس جي جزءًا من شركة أمريكان إكسبريس لخدمات المعلومات، التي تأسست في عام 1989. تم إنشاء أول مركز واسع النطاق لمعالجة بيانات الفواتير لمجموعة سي اس جي، والذي يقوم بطباعة الفواتير وإرسالها بالبريد إلى المستهلكين، في أوماها في عام 1990.
ترك هانسن مجموعة مجموعة خدمات الكابلات بعد عام واحد من تأسيسها ليصبح الرئيس التنفيذي لشركة الاتصالات التطبيقية، حيث التقى بجورج هاديكس. قام هانسن وهاديكس بتأسيس شركة سي اس جي القابضه مع مورجان ستانلي ومجموعة ترايدنت للاستثمار في عام 1994، والتي استحوذت على مجموعة خدمات الكابلات في ذلك العام مقابل 137 مليون دولار. وفي نوفمبر 1994، تمت إعادة تسمية مجموعة خدمات الكابلات إلى سي اس جي نظم دولي.
كانت سي اس جي ثاني أكبر مزود لخدمات الفوترة لصناعة تلفزيون الكابل بالولايات المتحدة بحلول عام 1994، حيث تخدم 27 بالمائة من مشتركي تلفزيون الكابل. ومع ذلك، وفقًا للدليل الدولي لتاريخ الشركة، كانت هوامش ربحها صغيرة وكانت الشركة "لا تزال بحاجة إلى تحول". قالت البث والكابل إن سي اس جي فقدت الاتجاه وأصبحت راضية عن نفسها. قام هاديكس وهانسن بتنفيذ تغييرات في الشركة، مما دفع 350 من أصل 500 موظف إلى مغادرة الشركة في غضون بضعة أشهر.
نمت شركة سي اس جي الجديد بسرعة. أدى التقارب بين الهاتف والإنترنت والأفلام حسب الطلب والخدمات الأخرى إلى إنشاء ترتيبات فوترة أكثر تعقيدًا بين شركات الاتصالات والمستهلكين، مما أدى إلى استخدام أكثر شمولاً لمقدمي خدمات الفوترة مثل سي اس جي. نمت الخدمات المهنية والعملاء الدوليون، الذين لم يشكلوا في السابق جزءًا كبيرًا من الإيرادات، إلى 22% من الإيرادات بحلول منتصف التسعينيات.

### ما بعد الاكتتاب العام
من أجل سداد الديون وجمع التمويل لعمليات الاستحواذ، عقدت سي اس جي طرحًا عامًا أوليًا في فبراير 1996، والذي قيم الشركة بخمسة أضعاف سعر الاستحواذ الأصلي. نمت إيرادات سي اس جي من 80 مليون دولار أمريكي عند الاستحواذ عليها، إلى 132.3 مليون دولار أمريكي عندما تم طرحها للاكتتاب العام في عام 1996 و171.7 مليون دولار أمريكي بحلول عام 1997.
في التسعينات، شركة الاتصالات السلكية واللاسلكية. وألغت وارنر ميديا الجهود المبذولة لإنشاء برنامج الفوترة الداخلية واستأجرت شركة سي اس جي دولي. اتفاقية الـ 15 عامًا التي وقعتها سي اس جي مع شركة الاتصالات السلكية واللاسلكية في 11 أغسطس 1997 جعلت من سي اس جي أكبر بائع في الصناعة وكانت المساهم الرئيسي في نموها في التسعينيات. بحلول عام 2001، كانت الصفقة مسؤولة عن 45 بالمائة من إيرادات سي اس جي. وكجزء من الصفقة، استحوذت سي اس جي أيضًا على البرنامج المطور داخليًا لشركة شركة الاتصالات السلكية واللاسلكية، سومي تراك، مقابل 106 مليون دولار. تضمنت خدمات سي اس جي إلى شركة الاتصالات السلكية واللاسلكية إعداد الفواتير وإدارة العملاء ومعالجة الدفع لعملاء شركة الاتصالات السلكية واللاسلكية. في أكتوبر 1997، وقعت شركة سي اس جي دولي أول صفقة لها مع شركة المرافق ام سي 2.
في نهاية عام 1997، تقاعد جورج هاديكس، المؤسس المشارك لمجموعة سي اس جي، وعيين نائب الرئيس التنفيذي السابق جاك بوج رئيسًا ومديرًا تنفيذيًا للعمليات بدلاً منه. في عام 1999، بدأت سي اس جي في بناء مركز جديد لمعالجة الفواتير في فلوريدا في صفقة مع الحكومة المحلية، مما أدى إلى توسيع الطرق وتوفير حوافز أخرى. في عام 2002، استحوذت سي اس جي على حصص برامج الفوترة لشركة لوسنت مقابل 260 مليون دولار. ومن المتوقع أن تؤدي الصفقة إلى زيادة إيرادات سي اس جي بنسبة 38 بالمائة وعدد موظفيها بنسبة 65 بالمائة. تم تسريح 200 موظف من موظفي لوسنت نتيجة لعملية الاستحواذ. فصل ما بين 100 إلى 150 موظفًا إضافيًا في سي اس جي في وقت لاحق من ذلك العام استجابةً للظروف الاقتصادية السيئة.

### التاريخ الحديث
استحوذت إيه تي آند تي على شركة الاتصالات السلكية واللاسلكية في عام 2000، ورثت اتفاقيتها مع سي اس جي. زعمت ايه تي اند تي أن سي اس جي لم تلتزم بشروط العقد لتقديم أسعار مناسبة. بدأ نزاع قانوني بين الشركتين في عام 2001 في محكمة التحكيم. قبل حل النزاع، استحوذت شركة كومكاست على ايه تي اند تي برودباند، التي أرادت استخدام بائع الفواتير وخدمة العملاء الخاص بها. في أكتوبر 2002، حكم أحد القضاة بأن شركة سي اس جي مدينة لشركة كومكاست باسترداد مبلغ 120 مليون دولار وأنه يتعين عليها خفض أسعارها. اختلفت الشركتان حول ما إذا كان الحكم سيسمح لشركة كومكاست بوقف اتفاقهما قبل نهاية مدته. توصلت سي اس جي وكومكاست إلى اتفاقيات أو تمديدات جديدة في مارس 2004 وفي عام 2008.
في عام 2014، تم توسيع عملها مع كومكاست لتغطية جميع خدمات دعم العملاء وفواتير الخدمات السكنية.
في مارس 2005، تقاعد المؤسس المشارك نيل هانسن عن عمر يناهز 64 عامًا. وحل محله إد نافوس، الرئيس السابق لقسم خدمات النطاق العريض. استبدل إد نافوس كرئيس تنفيذي ببيتر كالان في نهاية عام 2007. في نوفمبر 2015، تم الإعلان عن أن بريت جريس سيخلف كالان كرئيس ومدير تنفيذي. في أغسطس 2020، تولى بريان شيبرد منصب الرئيس والمدير التنفيذي.
اعتبارًا من 31 ديسمبر 2019، تعمل سي اس جي في أكثر من 120 دولة حول العالم ولديها إجمالي 4339 موظفًا، بزيادة قدرها 374 موظفًا مقارنة بالعام السابق.

## المنتجات والبرمجيات والخدمات
توفر سي اس جي برامج وخدمات لإدارة بيانات العملاء، وتحليل تلك البيانات، وإعداد الفواتير، وخدمة العملاء. على سبيل المثال، قد يستخدم ممثلو خدمة العملاء أنظمة سي اس جي للبحث عن سجلات المستهلك وإضافة خدمة جديدة، أو قد يقوم محللو الأعمال بالتنقيب في بيانات العملاء بحثًا عن الاتجاهات. وفقًا لموقع الشركة على الويب، فإن مجالات منتجاتها الأساسية هي تحقيق الدخل الرقمي، وإدارة الإيرادات والعملاء، وتجربة العملاء. تقوم سي اس جي أيضًا بطباعة بيانات الفواتير وإرسالها بالبريد إلى المستهلكين وتوفر خدمات مركز الاتصال.

### تاريخ المنتج
باعت سي اس جي في الأصل نسختين من خدمات الاستعانة بمصادر خارجية لعملية إعداد الفواتير. وفي ظل القيادة الجديدة في عام 1994، بدأت في تطوير برامج إضافية وتقديم الاستشارات لأقسام الفوترة الداخلية. خلال هذه الفترة، قامت بتطوير سي اس جي فورس اكسبرس (المعروفة الآن باسم إدارة الخدمة الميدانية)، وهي مجموعة من المنتجات البرمجية التي تدير إرسال الفنيين والخدمات اللوجستية الأخرى في مواقع العملاء. يتكون فورس اكسبرس من ثلاثة تطبيقات: سي اس جي إدارة القوى العاملة، وسي اس جي تك نت، وسي اس جي تك نت سي إي، والتي تتكامل مع قواعد بيانات سي اس جي وأنظمة الفوترة. كما قامت بتطوير خدمة سي اس جي كير اكسبرس، والتي تهدف إلى إنشاء بوابات الخدمة الذاتية عبر الإنترنت للمستهلكين لعرض فواتيرهم ودفعها عبر الإنترنت.
في التسعينيات، قدمت سي اس جي نظام ممثل خدمة العملاء المتقدم. امتداد لـ ممثل خدمة العملاء المتقدم يسمى بروفيت ناو! تم تقديمه في عام 2003. الربح الآن! استخدمت بيانات حساب المستهلك لتقديم المشورة لممثلي خدمة العملاء حول احتمال قيام المتصل بإلغاء خدمتهم أو شراء منتج جديد. حول لاحقًا إلى نظام عبر الإنترنت بواجهة مستخدم مشابهة لـ مايكروسوفت ويندوز على سي اس جي.نت. اشترت سي اس جي برنامج خان العملات الاجنبيه من شركة لوسنت تكنولوجيز في عام 2002. قام برنامج خان بإدارة الفوترة والطلب وتوفير أدوات وسيطة لمساعدة مختلف خدمات العملاء ومنتجات الفوترة على التكامل مع بعضها البعض. قدمت سي اس جي نكست جين للأسواق الدولية، مع دعم لغات متعددة. في مارس 2014، أضافت سي اس جي مجموعة الأمن السيبراني إلى مجموعة منتجاتها، تحت اسم سي اس جي انفوتاس. أطلقت الشركة سي اس جي أسيندون، وهي منصة رقمية لمقدمي خدمات الاتصالات، في مارس 2015. يستخدم النظام الأساسي أنظمة تسييل المحتوى وتسليمه دون إجراء تغييرات مفرطة على البنية التحتية الحالية. وفي نوفمبر 2015، قسمت وحدة إنفوتاس إلى كيان منفصل. استحوذت فاير آي على انفوتاس في صفقة انتهت في 1 فبراير 2016.
أصدرت الشركة سي اس جي ديتيكت نظام البرمجيات كخدمة (SaaS)، في فبراير 2019. ويهدف النظام إلى اكتشاف وإخطار شركات الاتصالات في الوقت الحقيقي بالاحتيال المحتمل في عملية إصدار الفواتير الخاصة بها. في يوليو 2019، قدمت الشركة إدارة الخدمة الميدانية سي اس جي، وهي تقدم قائم على السحابة لمجموعة منتجات فورس اكسبرس الخاصة بها. تعد إدارة الخدمة الميدانية سي اس جي جزءًا من محفظة إدارة اتصالات العملاء الخاصة بالشركة، والتي يستخدمها العملاء لإرسال أكثر من 1.5 مليار رسالة إلى المستخدمين النهائيين كل عام. أعلنت الشركة عن توفر نظام إدارة تسوية المنازعات (DRM) الخاص بها في سبتمبر 2019. يوفر النظام لمقدمي الخدمات الأدوات والدعم اللازم لأتمتة عملية التسوية والمنازعات. تعد إدارة تسوية المنازعات من سي اس جي جزءًا من مجموعة منتجات وأنظمة البيع بالجملة الرقمية للشركة. قدمت الشركة أسيندون للاتصالات، أول برنامج في الصناعة كخدمة (SaaS)، نظام دعم الأعمال القائم على السحابة (BSS)، في أكتوبر 2019.
في أبريل 2019، أعلنت سي اس جي عن افتتاح مختبر تكنولوجي لاعتماد تقنية بلوكشين عبر صناعة أنظمة دعم أعمال البيع بالجملة (BSS). في مايو 2019، أعلنت الشركة عن توفر منصة الوساطة الخاصة بها كنظام قائم على السحابة.
في يونيو 2019، أعلن منتدى سي اس جي وITW العالمي للقادة (GLF) عن شراكة  لإنشاء نظام بيئي مفتوح لتقنية البلوكشين يُسمى شبكة بلوكتشين للاتصالات (CBN).
في مارس 2020، أعلنت شركة فورت، إحدى شركات سي اس جي، عن نظام دفع الفواتير الخاص بها والذي يتضمن إمكانية الوصول إلى القنوات متعددة القنوات، والتنقل السهل على الدافع، وتخصيص محرر الفاتورة، والتكنولوجيا المتقدمة.

## منظمة
الشركة الأم سي اس جي، سي اس جي شركة سيستمز انترناشيونال، مدرجة في بورصة ناسداك. اعتبارًا من عام 2020، أكبر عملائها هم كومكاست وتشارتر، ويمثلون 23 و20 بالمائة من إيراداتها على التوالي. تنفق سي اس جي ما يقرب من 13 بالمائة من إيراداتها على البحث والتطوير. وتبلغ إيراداتها حوالي 89 بالمائة من الخدمات السحابية والخدمات ذات الصلة، و5 بالمائة من البرامج، والباقي من الدعم الفني المستمر. 68.6 في المائة من الإيرادات تأتي من الأمريكتين.